# Pseudalcis albata
Pseudalcis albata är en fjärilsart som beskrevs av W. Warren 1904. Pseudalcis albata ingår i släktet Pseudalcis och familjen mätare. Inga underarter finns listade i Catalogue of Life.